# 103rd Street (linea IND Eighth Avenue)
103rd Street è una fermata della metropolitana di New York situata sulla linea IND Eighth Avenue. Nel 2019 è stata utilizzata da 1 498 363 passeggeri. È servita dalla linea C sempre tranne di notte, dalla linea B durante i giorni feriali esclusa la notte, e dalla linea A solo di notte.

## Storia
La stazione fu aperta il 10 settembre 1932.

## Strutture e impianti
La stazione è posta al di sotto di Central Park West e si sviluppa su due livelli, entrambi ospitano una banchina laterale e due binari, uno per i treni locali e uno per quelli espressi. La banchina superiore è servita dai treni in direzione nord, quella inferiore dai treni in direzione sud. Al centro del livello superiore sono posizionati una scala per il livello inferiore e un gruppo di tornelli con una scala per il piano stradale che porta all'incrocio con 103rd Street.

## Interscambi
La stazione è servita da alcune autolinee gestite da NYCT Bus.
- Fermata autobus